# 小行星3565
小行星3565（英語：3565 Ojima）是一颗围绕太阳公转的小行星。1986年12月22日，新島恒男、浦田武在尾島町发现了此天体。
这颗小行星的绝对星等为343.9372886818297等。